# Hjalmar Svensson
Gustaf Hjalmar Svensson (i riksdagen kallad Svensson i Grönvik), född 1 februari 1881 i Södra Sandsjö församling, död 15 april 1966 i Södra Sandsjö församling. Svensk lantbrukare och politiker (Bondeförbundet).
Hjalmar Svensson var från 1919 landstingsman innan han 1921 blev riksdagsledamot i andra kammaren för valkretsen Kronobergs län. Han satt i riksdagen fram till början av 50-talet och var vice ordförande i Bondeförbundet fram till 1947. I riksdagen skrev han 76 egna motioner med tyngdpunkt på jordbruk (bl a anslag till hushållningssällskapen), sjukvård och frågor kring egnahemslån. I en motion förordades en övre åldersgräns för "bibehållande av och för valbarhet till vissa allmänna uppdrag" men även hur riksdagsmännens pension skall beräknas för att inte uppmuntra riksdagsmän att sitta kvar efter 65.